# Marmaduke Williams
Marmaduke Williams (* 6. April 1774 im Caswell County, Province of North Carolina; † 29. Oktober 1850 in Tuscaloosa, Alabama) war ein US-amerikanischer Politiker. Zwischen 1803 und 1809 vertrat er den Bundesstaat North Carolina im US-Repräsentantenhaus.

## Werdegang
Marmaduke Williams war ein Cousin von US-Senator John Williams (1778–1837) aus Tennessee sowie von Lewis Williams (1782–1842) und Robert Williams (1773–1836), die beide Kongressabgeordnete für North Carolina waren. Er absolvierte die Schulen seiner Heimat. Nach einem anschließenden Jurastudium und seiner Zulassung als Rechtsanwalt begann er in diesem Beruf zu arbeiten. Politisch schloss sich Williams der von Thomas Jefferson gegründeten Demokratisch-Republikanischen Partei an. Im Jahr 1802 wurde er in den Senat von North Carolina gewählt.
Bei den Kongresswahlen des Jahres 1802 wurde er im neunten Wahlbezirk von North Carolina in das US-Repräsentantenhaus in Washington, D.C. gewählt, wo er am 4. März 1803 die Nachfolge von John Stanly antrat. Nach zwei Wiederwahlen konnte er bis zum 3. März 1809 drei Legislaturperioden im Kongress absolvieren. In diese Zeit fiel der 1803 von Präsident Jefferson getätigte Louisiana Purchase, durch den das Staatsgebiet der Vereinigten Staaten beträchtlich erweitert wurde. Im Jahr 1804 wurde der zwölfte Verfassungszusatz ratifiziert.
1808 verzichtete Williams auf eine erneute Kandidatur. Im Jahr 1810 zog er in das Mississippi-Territorium. Zwei Jahre später kam er nach Huntsville in Alabama. Seit 1818 lebte er in Tuscaloosa. Auch in seiner neuen Heimat blieb Williams politisch aktiv. Im Jahr 1819 war er Delegierter auf einer Versammlung zur Überarbeitung der Staatsverfassung. Im gleichen Jahr kandidierte er erfolglos für das Amt des Gouverneurs. Zwischen 1821 und 1839 war er Abgeordneter im Repräsentantenhaus von Alabama. Außerdem war er von 1832 bis 1842 Richter am Bezirksgericht im Tuscaloosa County. Marmaduke William starb am 29. Oktober 1850 in Tuscaloosa, wo er auch beigesetzt wurde.